# Benmoréite
La benmoréite est une roche volcanique de composition intermédiaire. Il s'agit d'une variété de trachyandésite riche en sodium et sous-saturée en silice, où Na2O-2 > K2O. Elle appartient à la série alcaline des roches magmatiques.
La benmoréite a été trouvée sur l'île de l'Ascension et l'île de Pâques, sur le mont Berlin en Antarctique et dans le champ volcanique d'Atakor, en Algérie, entre autres. De la lave de benmoréite est issue des éruptions de l'Eyjafjallajökull en 2010. 
Son nom, proposé en 1964, désigne sa localité type : le Ben More sur l'île de Mull en Écosse. 

## Néphéline benmoréite
Le fractionnement de la basanite à la néphéline Hawaiite jusqu'à la néphéline benmoréite constitue l'origine de la roche sur le site de la suite volcanique du groupe volcanique de McMurdo de la fin du Cénozoïque en Antarctique (région du Détroit de McMurdo). Les magmas néphéliniques benmoréites dérivés de sources mantelliques, contenant des xénolithes de lherzolite, présentent des similitudes avec certaines syénites néphéliniques plutoniques. 

## Articles connexes

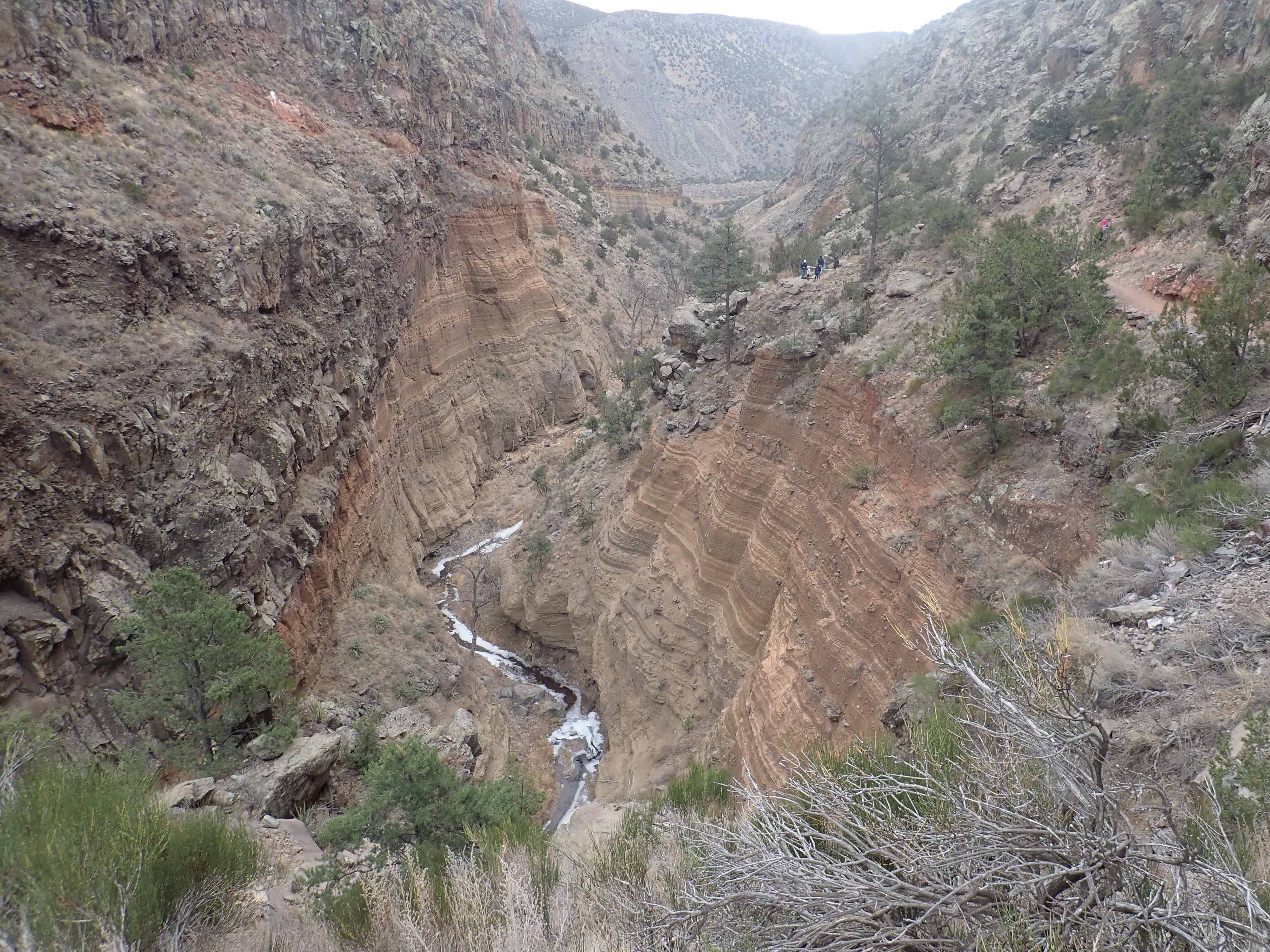
Strates de maar des Cerros del Rio sous les chutes supérieures du canyon Frijoles, Bandelier National Monument au Nouveau-Mexique, États-Unis. Les lits sont relativement friables et ceux de benmoréite plus résistants au-dessus forment le rebord des chutes.